# إيفان ميليتشفيتش
إيفان ميليتشفيتش هو لاعب كرة قدم كرواتي في مركز الهجوم، ولد في 11 فبراير 1988 في أوسييك في كرواتيا. شارك مع منتخب كرواتيا تحت 20 سنة لكرة القدم ومنتخب كرواتيا تحت 21 سنة لكرة القدم. أما مع النوادي، فقد لعب مع سان أنتونيو سكوربيونز ونادي أوسييك ونادي إسترا 1961 ونادي تريستينا.

## وصلات خارجية
- إيفان ميليتشفيتش على موقع الاتحاد الأوربي (الإنجليزية)
- إيفان ميليتشفيتش على موقع قاعدة بيانات كرة القدم.إي يو (الإنجليزية)
- إيفان ميليتشفيتش على موقع Soccerway.com (الإنجليزية)